# Harmonie (Eitorf)
Der ehemalige Eitorfer Ortsteil Harmonie war früher ein eigenständiger Ort. Im Mittelalter war hier der Mittelpunkt der Honnschaft Irlenbach.

## Geschichte

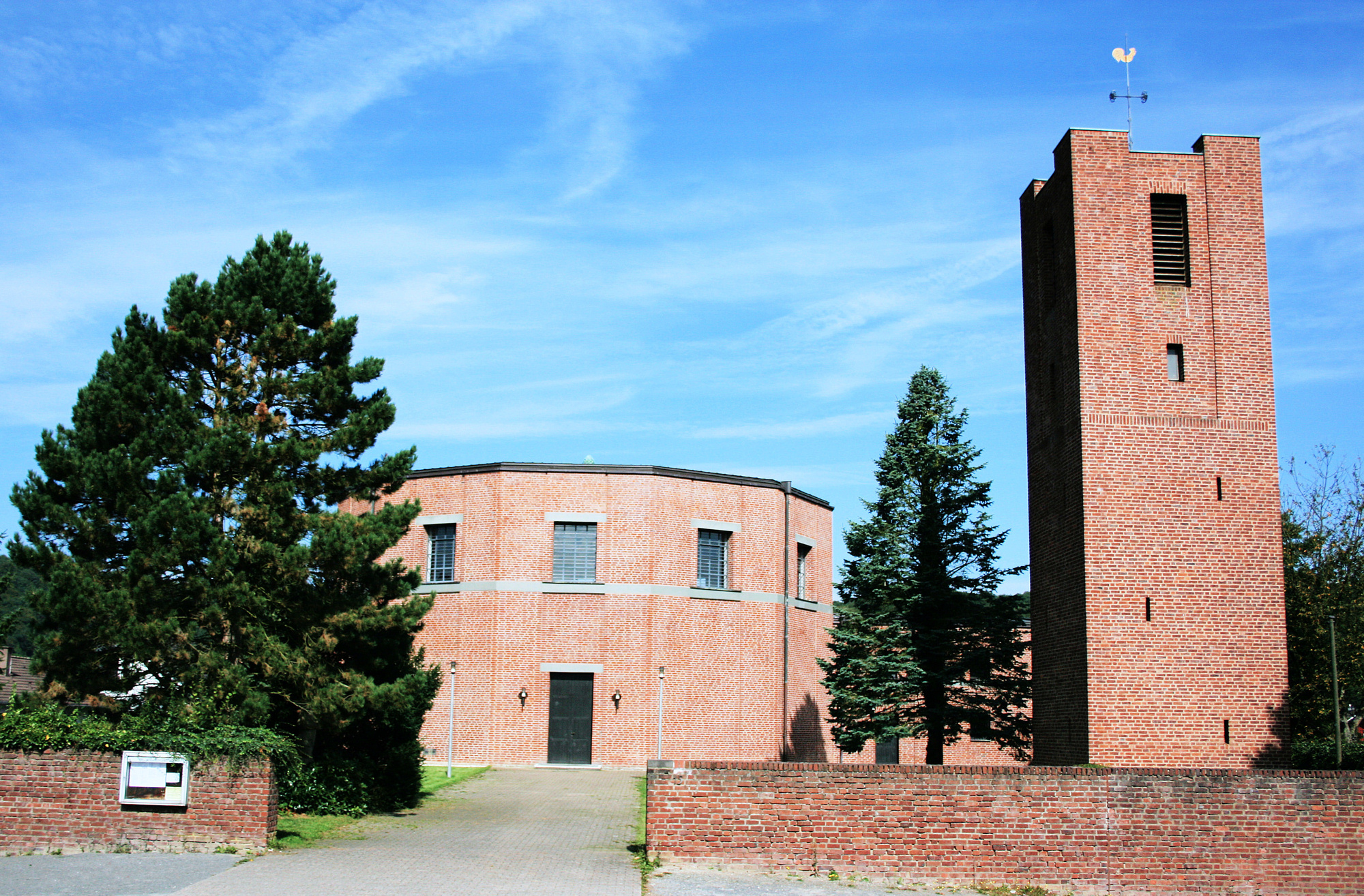
St. Josef

1830 lebten in Harmonie 11 Einwohner.
1885 hatte Harmonie 2 Haushalte und 10 Einwohner.
1901 wohnten in der Harmonie Webermeister Karl Wilhelm Lemmer, Ackerer Engelbert Lohmberg und Gastwirt Joh. Umständer.
1925 gehörten 28 Haushalte zur Gemeinde Merten, darunter die Lehrerin Maria Gerhardt der lokalen Schule; 16 Haushalte gehörten zur Gemeinde Eitorf.

## Bauwerke
Die katholische Kirche St. Josef wurde 1970 geweiht und ist eine Filialkirche des Rektorats Merten. Der Grundstein wurde bereits am 3. Mai 1967 gelegt.

## Namensgebung
Der Ort hat seinen Namen von der Grube Harmonie, die auf Kupfererze und Schwefelkies verliehen war. Sie war in einer ersten Phase von 1800 bis 1812 in Betrieb. Eine zweite Phase folgte von 1866 bis 1909. Der Gang verlief unter der Sieg nach Bourauel. Der nördlich der Sieg gelegene Teil wurde als Grubenfeld „Tanz“  betrieben, der südliche als Grubenfeld „Harmonie“. 1862 wurden die beiden Felder zusammengelegt. Immer bestand ein Problem mit Grubenwasser, das mit Hilfe von Pferden und Wasserkunst abgepumpt werden musste. Für letzteres wurden Bäche umgeleitet und gestaut: der Schiffnerbach, der Eitorfer Bach, der Erlenbach und nördlich der Sieg der Schmelzbach. Durch deren Wasserkraft wurden mittels oberflächlich aufgestellter Wasserräder Pumpen betrieben. 1909 war der Wassereinbruch so stark, dass der Betrieb eingestellt wurde. 1967 wurde der bereits zugemauerte Schacht der Grube Harmonie von einer Garage zugebaut. Der zugemauerte Stolleneingang in Bourauel ist in der Nähe der Gaststätte Honrath.

## Erinnerung
Heute erinnern noch die Straßennamen „Harmoniestraße“ und „Am Bergwerk“ an diese Zeit, ebenfalls Kindergarten und Grundschule Harmonie. Letztere war im Jahr 2006 bei dem Wettbewerb „Es geht auch anders“ in der Auswahl der besten 18 deutschen Schulen. Das Gasthaus Zur Harmonie wurde 1854 von Johann Rosenbaum aus einem in Weyerhof abgerissenen Fachwerkhaus erstellt. Der Vermesser hatte die mitgeplante Siegtalstraße als Chance erkannt und hier neben der Gaststätte auch einen Schlagbaum als Erwerbsquelle, an dem ein kleiner Zoll zu entrichten war. Die Arbeitersiedlung Richtung Hennef wurde von einer Bergwerksgesellschaft gebaut, zu der Grube Alte Harmonie gehörte.

## Persönlichkeiten
Der Bundestagsabgeordnete Alexander Neu (Die Linke) wurde 1969 in Harmonie geboren.